# Jack Cleary
Jack Cleary (* 8. August 1995) ist ein australischer Ruderer. Er gewann 2021 die olympische Bronzemedaille im Doppelvierer.

## Sportliche Karriere
Jack Cleary war bei den Junioren-Weltmeisterschaften 2013 Sechster mit dem Doppelzweier. 2015 belegte er mit dem Vierer mit Steuermann den fünften Platz bei den U23-Weltmeisterschaften, im Jahr darauf wurde er in der gleichen Bootsklasse Dritter bei den U23-Weltmeisterschaften.
Danach schien seine internationale Karriere beendet. Sein internationales Debüt in der Erwachsenenklasse machte der 1,87 m große Cleary bei den 2021 ausgetragenen Olympischen Spielen in Tokio. Dort trat der australische Doppelvierer mit Jack Cleary, Caleb Antill, Cameron Girdlestone und Luke Letcher an. Das Boot belegte im Finale den dritten Platz mit 0,22 Sekunden Rückstand auf die Briten und 0,30 Sekunden Vorsprung auf die Polen.